# Лесное (Луховицкий район)
Лесное — деревня в городском округе Луховицы Московской области России.
Расположена в лесной зоне, в 30,5 км на северо-восток от центра города Луховицы, практически на границе городского округа Луховицы с городском округом Егорьевск. На некоторых болотах вблизи деревни ведётся торфоразработка. Ближайшие населённые пункты — деревня Ольшаны — 5,5 км и село Радовицы — 5 км.
Первоначально деревню называли Нудовши (Нудовша). Деревня была приписана к Ловецкой волости Зарайского уезда Рязанской губернии. С 1929 года — в составе вновь образованного Луховицкого района Центрально-Промышленной области (с 3 июня 1929 года Московская область).
С 1994 по 2004 год деревня входила в состав Ловецкого сельского округа Луховицкого района, с 2004 до 2017 года — в состав сельского поселения Дединовское.

## Население
| 2002 | 2006 | 2010 |
| ---- | ---- | ---- |
| 31   | ↘30  | ↘12  |